# Castel Lambro
Castel Lambro è una frazione del comune italiano di Marzano posta a nord del centro abitato oltre il Lambro, sulla strada per Torrevecchia Pia.

## Geografia
Il territorio di Castel Lambro è solcato ad ovest e a sud dal fiume Lambro Meridionale e dal corso naturale del Roggiolo ad est e che, segna il confine con la provincia di Lodi. Geologicamente il suolo è costituito da strati, tra cui considerando i più superficiali si notano: argilla, silice e strato coltivabile. In più punti del territorio è presente anche uno strato di tufo, soprattutto nell'area compresa tra il Cavo Marocco e il Roggiolo. I profili del paesaggio, di particolare interesse paesaggistico sono leggermente rilevati, con piccole collinette o dossi fluviali, soprattutto nella fascia di terreni presso il fiume Lambro Meridionale e il Roggiolo. Nel territorio, costituito prevalentemente da coltivi con prevalenza di riso, mais, frumento o pioppeti, ci sono anche impianti forestali e alcuni lembi di ambienti con caratteristiche più spiccatamente naturali con vegetazione erbacea igrofila, alcuni biotopi come tifeti, residui di ontaneti e boschi ripariali sono presenti diverse zone umide di particolare valore ambientale, come il fontanile del Roggiolo, a sud est, e che origina il suddetto corso d'acqua e alcuni paleoalvei o mortizze del fiume Lambro Meridionale, dove crescono rigogliose le stazioni floreali del raro Leucojum aestivum (Campanellino estivo), pianta tutelata dall'Unione internazionale per la conservazione della natura. Presenti sono anche alcune specie animali tutelate, quali la licena delle paludi (rara farfalla estinta nella maggior parte del territorio europeo), il cavaliere d'Italia, il martin pescatore e il falco di palude.

## Storia
Castel Lambro è una località agricola di antica origine posta lungo il fiume Lambro, ai confini occidentali del territorio pavese.
Nel territorio è attestata la presenza di insediamenti umani stabili sin dal Neolitico, confermati da alcuni rinvenimenti, sovente occasionali, succedutisi nel tempo. È tuttavia con l'avvento dell'età romana che questa zona crebbe d'importanza strategico-militare, venendosi a trovare in una posizione di confine tra le giurisdizioni delle vicine città di Ticinum (Pavia), Laus Pompeia (Lodi Vecchio) e Mediolanum (Milano). Il territorio di Castel Lambro, essendo posto sulla riva sinistra del fiume Lambro Meridionale, millenario confine amministrativo, apparteneva in età romana probabilmente alla giurisdizione della città di Laus Pompeia. Diversi studi e scavi archeologici confermano il passaggio nel suddetto territorio della strada consolare romana Ticinum - Laus Pompeia. Tale strada, proveniente da Ticinum, oltrepassato il sito romano dell'antico Vicus Martianus (originaria Marzano), documentato anche da scavi archeologici nel 2002, varcava il Lambro tramite un ponte, penetrando nel territorio di Castel Lambro, puntando verso il Vicus Morganorum (odierno sito della cascina Morgnana), quindi Caselle Lurani, cascina Vistarina, Le Gualdane e Lodi Vecchio. Proprio dietro l'attuale cimitero neogotico di Castel Lambro, nel campo “Vignola”, dalla via Ticinum – Laus Pompeia, si diramavano altri due percorsi stradali: a sinistra una via puntava verso il Vicus Azonis (Vigonzone), proseguendo poi in direzione di Basilica Petri (Bascapè) per giungere a Melonianum (Melegnano), quest'ultimo probabilmente, l'antico Ad Milium nonum della via Emilia. A destra invece un altro itinerario puntava su Vallaria (Valera Fratta), proseguendo poi in direzione di Sant'Angelo Lodigiano. Fin dal I secolo a.C. nella zona di Castel Lambro esistevano più insediamenti rustici abitativi, fiancheggiati da piccole necropoli. 
Lo storico lodigiano Giovanni Agnelli inserisce Castel Lambro e dà notizia di rinvenimenti archeologici; ecco lo stralcio della notizia: «Scavando il terreno nelle vicinanze di Castel Lambro si trovarono pozzi profondi, urne ed olle piene di terra cenerognola e un grosso avello con coperchio in pietra, con entro un mazzo di chiavi…». Tra 1898 e il 1900, inoltre, durante abbassamenti di terreno al campo “Vignola”, si rinvennero alcune tombe alla cappuccina tardo-romane in laterizi, disposte lungo due linee rette che mostravano due tratti dell'antico itinerario stradale, altre tombe proto-imperiali si rinvennero al campo “Cerca”, dislocato a nord-est di Castel Lambro. Tali reperti furono recuperati e studiati dal nobile avvocato e archeologo Giovanni Spizzi, proprietario con la sua famiglia di Castel Lambro dall'anno 1862. La località, inoltre, compare già nei documenti del V secolo d.C. sotto la denominazione di Castrum ad Lambrum. Secondo le cronache, nel 401 il re goto Radagaiso soggiornò al Castello al Lambro con un corpo di soldati. Nel 409, invece, vi fu re Alarico con i suoi visigoti, che da Lodi Vecchio si estendevano in marcia fino a Pavia. Doveva quindi esistere fin dall'età tardo-antica un apprestamento fortificato di notevole importanza. 
Nel 976 sono i conti di Rovescala i proprietari di Castel Lambro. Dall'anno 1000 si sa che il castello di Castel Lambro apparteneva alle forze milanesi contro quelle lodigiane. Il luogo era definito anche Cuneo Milanese. In questo periodo era di proprietà della famiglia Isella. Nel 1005 Carlo Pancrazio Isella fece costruire una chiesa dedicata a San Pancrazio, presso il castello e al borgo, per comodità, in quanto la chiesa parrocchiale altomedievale di Santo Stefano Protomartire con annesso convento era distante poco più di mezzo chilometro dal borgo. Era vicino al tratto di strada romana allora ancor in uso, detta “Strada Pompeja”, in direzione della cascina Morgnana. Questa chiesa venne demolita verso la fine del Duecento a causa dei gravi danni riportati dalle continue guerre. Tra il 1150 e 1158 il castello era ancora valida difesa dei milanesi contro i lodigiani. Tuttavia, dopo la distruzione di Laus Pompeia ad opera dei milanesi il 27 luglio 1158, una gran parte dell'esercito milanese fu assediato in Castel Lambro dalle numerose milizie di Federico Barbarossa; si compì così una sanguinosa battaglia, ove secondo le cronache perirono 13 000 uomini di ambo le parti. Ebbero la peggio però i milanesi, che ne risultarono sconfitti. Il Barbarossa lasciò un presidio militare al Castello al Lambro. Federico I, a capo del forte dell'esercito, prese successivamente la via per Salerano e si recò in soccorso dei lodigiani e nell'agosto del medesimo anno fondò la nuova Lodi sul colle Eghezzone. La devastazione della battaglia, in cui oltre ai campi vennero distrutte anche molte costruzioni, lasciò incolume il castello maggiore. Nonostante la vittoria riportata da Federico I, il Castello al Lambro continuò ad appartenere al Ducato di Milano e dal 1200 in avanti vi si tenne sempre un presidio militare, in quanto castello confinante con il Principato di Pavia. 
Il toponimo poi compare come Castellum Lambri nel diploma dell'imperatore Federico I del 1164 nell'elenco dei luoghi su cui i pavesi hanno diritto alle “regalie”. Castel Lambro è citato come “Castello de Lambro” della zona “inter papiam et Mediolanum” nell'elenco di pagamenti di fodro e di giogatico del 1181. Successivamente viene confermata la dipendenza di questa località da Pavia con il diploma di Enrico VI del 1191 con la denominazione Castrum de Lambro. In un diploma di Ludovico di Baviera, mentre stava in Pavia l'11 agosto 1329, si conferma il feudo di Castrum Lambri alla Famiglia Bascapè di Basilica Petri (odierna Bascapè), che lo tenne, in parte in concomitanza con altre famiglie nobili proprietarie, sino al 1420. Sempre nel secolo XIV proprietaria di beni in Castel Lambro è la famiglia Sacchella, residente nel Palazzo di Castel Lambro (l'edificio storico davanti alla chiesa). Questa nobile famiglia fece edificare sul finire del Trecento “Sacellum Parum”, l'esistente chiesa parrocchiale di Santo Stefano Protomartire, originariamente dedicata a San Biagio. 
Sul finire del secolo XIV il territorio di Castel Lambro passò ai Visconti di Milano, la zona fu annoverata tra le cosiddette “terre comuni”, indipendenti dalla giurisdizione di Milano e Pavia, costituite perché vi fosse un territorio neutro invece di un'immediatezza di confini tra stati sempre in lite, a tal punto da meritarsi l'appellativo di “Terre della discordia”. 
Nel secolo XV viene menzionata in alcuni documenti una “Casa della commenda” per il ricovero di viandanti e pellegrini. Nel 1515 la Parrocchia di Castel Lambro passa dall'arcidiocesi di Milano alla diocesi di Lodi. I documenti presenti nell'Archivio di Stato di Milano testimoniano della decadenza di Castel Lambro a partire dalla metà del Cinquecento. Il borgo fu soggetto, come tutto il territorio lombardo, a continui passaggi di truppe, saccheggi e miseria; si aggiunse poi il flagello della peste del 1560. A causa di questa peste morì anche Antonio Attilio Visconti, feudatario di Castel Lambro. 
A partire dal 1600 il territorio, appartenente ancora al milanese, fu trasmesso in eredità a diverse nobili famiglie. Negli anni venti del Settecento gran parte degli appezzamenti di terreni in territorio di Castel Lambro erano ancora di proprietà Visconti. Fino al 1786 il comune di Castel Lambro appartenne alla Provincia del Ducato di Milano, poi passò sotto la giurisdizione della città di Pavia. Nel 1862 i Visconti Borromeo Litta Arese vendono Castel Lambro alla nobile famiglia Spizzi. 
Nel 1751 vennero registrati 234 residenti, saliti a 280 nel 1805, e a 320 nel 1853. Nel 1861 il Comune di Castel Lambro, che contava 295 abitanti, fu inserito nel circondario di Pavia compreso nell'omonima provincia. Nel 1872, nell'ambito del processo di soppressione dei comuni minori, il comune di Castel Lambro fu soppresso ed aggregato coi suoi 288 residenti a Marzano.

## Urbanistica del centro storico
Castel Lambro rappresenta nell'inscindibile connubio tra beni culturali e paesaggio «un bene di alto valore»; così lo definì anche l'ex ministro dei Beni e delle Attività Culturali e del Turismo, Massimo Bray. Il centro storico di Castel Lambro conserva diversi edifici databili dal tardo Medioevo al XIX secolo. L'impianto urbano è sparso, caso piuttosto singolare nel pavese, nel lodigiano e nel milanese, perché i piccoli centri abitati sono solitamente a schiera. L'abitato ricalca molto probabilmente una traccia insediativa fossile più arcaica, di età compresa tra la fine dell'Alto Medioevo e i primi due secoli del Basso Medioevo. Questo tipo di insediamento rurale si richiama a una tipologia di età feudale curtense. Nello specifico, il centro si disloca su tre vie: via Milano, la principale, provenendo da Marzano inizia dal ponte austriaco sul fiume Lambro, edificato nel 1826. Nel centro del borgo, dalla via Milano si dipartono altre due vie: a sinistra via Torchiara, richiamante molto probabilmente i torchi da vino; questa era l'antica strada medievale per Spirago, attuale frazione del comune di Marzano. A destra la via Ponte Vecchio, antica strada per Marzano, sino all'edificazione del ponte austriaco.

## Architettura civile
L'abitato, stratificatosi nei secoli, conserva varie architetture, sovente con grandi corti o ampi giardini cinti da mura, tutti di proprietà privata. Diversi edifici si denotano più marcatamente per alcune particolarità architettoniche e artistiche.

### Case a schiera all'imbocco di via Ponte Vecchio
All'inizio di via Ponte Vecchio, in angolo con via Milano, sul lato destro è presente una fila di abitazioni a schiera d'impianto dei secoli XV e XVI, con modifiche successive, che terminano con una corte agricola. In questi caseggiati erano presenti le botteghe almeno sino dalla metà del Settecento. La prima casa, corrispondente al civico 2, rivolta con un fronte su via Milano, conserva nel tetto le travi portanti e i mensoloni aggettanti del secolo XVIII circa, in legno, incassati nella muratura per l'appoggio alla gronda. Su via Milano si può vedere una piccola targa marmorea recante l'iscrizione dell'altitudine di M. 78 sul livello marino e la dicitura "Municipio di Milano", questo perché Castel Lambro apparteneva al territorio milanese, passato alla giurisdizione di Pavia nel 1787.

### Ex-asilo Spizzi
Di particolare rilievo architettonico, sempre all'imbocco di via Ponte Vecchio, sul lato sinistro è l'ex-asilo infantile Spizzi, edificato dalla nobile famiglia Spizzi nella seconda metà dell'Ottocento; attualmente conserva ancora notevoli particolarità architettoniche e decorative salienti: finestre ad arco a tutto sesto e i portali sempre a tutto sesto, recanti inserti in pietra lavorati con bassorilievi a palmette stilizzate.

### L'Antica Spezieria o casa del Muro Storto
Edificio con pianta ad elle, sorge su un piccolo slargo denominato “Piazzetta” all'imbocco di via Torchiara. Trattasi una casa di origine duecentesca, pluristratificata. Varie sono le modifiche e trasformazioni che questo edificio ha subito nei secoli. Originariamente, nel tardo secolo XIII sorse come una semplice casa–torre, avente anche una cantina da vino, ora restaurata. Nei secoli XV e XVI l'edificio fu ampliato sul fronte della “piazzetta”; di questo periodo si conservano le due finestre ad arco ribassato sul fronte strada, di cui una recuperata e in uso. Tali finestre tagliano una muratura recante una fascia decorativa in mattoni disposti a spina di pesce. In alto, nel sotto-gronda di facciata è possibile vedere una traccia di affresco quattrocentesco, raffigurante un portale ad arco in mattoni; tale affresco era parte di una più ampia scena pittorica andata perduta nei secoli. All'interno si conservano alcune porte del secolo XV lasciate a vista. Nel Tardo Medioevo una parte del fabbricato era utilizzata anche come officina da maniscalco. Dalla metà del Settecento all'originario fabbricato è stata aggiunta l'ala ovest, interna al cortile. Dal Settecento in avanti l'edificio assurse funzione abitativa e anche di spezieria (farmacia). La farmacia permase sino agli anni '50 del Novecento. Gli ultimi farmacisti furono i Preda, come testimonia la scritta a tinta a calce lasciata a vista sul portale d'ingresso della ex-farmacia. La denominazione locale di Casa del Muro Storto deriva dal fatto che la struttura possiede su due facciate accentuati basamenti scarpati, aggiunti tra il Settecento e l'Ottocento come rinforzo delle murature medievali..

### Ex-villa Corvini
L'abitazione di origine trecentesca è l'ultima al termine del tratto civile della via Torchiara, antica strada medievale per Spirago. La costruzione, ancora sulle mappe del Catasto Teresiano del 1722, si componeva di tre corpi di fabbrica, quindi con pianta a C con il lato aperto sul fronte strada. Ancora nella metà del Settecento era di proprietà della nobile famiglia Corvini. L'antica abitazione subì forti rimaneggiamenti e demolizioni soprattutto nell'Ottocento. Dell'originaria costruzione si conserva una parte di ala nord. Recenti restauri hanno riportato a vista il paramento murario in mattoni e un arco a sesto acuto del portale d'ingresso. All'interno si conservano soffitti lignei e travature con capriate del secolo XIX.

### Il Palazzo di Castel Lambro
Situato nel cuore del centro storico sorge dirimpetto alla chiesa Parrocchiale di Santo Stefano Protomartire, ed è protetto da una muraglia rasentante la sinuosità dell'antica via Milano. La nobile costruzione di origine medievale, era di proprietà nel secolo XIV della nobile famiglia Sacchella che fece edificare la chiesa di San Biagio, (attuale chiesa parrocchiale di Santo Stefano Protomartire) come mausoleo privato. La proprietà passò in successione a varie famiglie nobili tra le quali si ricordano i Taverna, i Litta Arese Visconti, e gli Spizzi.
Il Palazzo è denominato anche “Casa dalle Cento Porte”, per via delle numerose aperture di cui dispone e anche “Il Vaticano”. La struttura a pianta rettangolare su due livelli, possiede sul fronte della corte, al pian terreno, un piccolo loggiato con due archi a tutto sesto, del secolo XVI, sotto il quale spiccano due affreschi con la Madonna e il Bambino, uno del secolo XVI e l'altro del secolo XIX. Alla sinistra del loggiato, incassato nel muro vi è un pozzo medievale protetto da due colonne in terracotta e tettoia in laterizi, sulla parete, tra le due colonne del pozzo, si vede una finestra quattrocentesca, ora murata: permetteva originariamente la raccolta dell'acqua direttamente dalla cucina dell'abitazione. Le finestre attualmente in uso sono frutto di un grande intervento di ristrutturazione del secolo XVI, in cui fu pareggiato il tetto a due falde a una quota unitaria, inglobando nel sottotetto una torre, parte integrante dell'abitazione. Il grande loggiato superiore, rivolto al fronte strada, è invece opera di un allungamento effettuato nel tardo Ottocento. All'interno si conservano molti soffitti a cassettoni di nobile fattura, quello del pian terreno del grande salone è del secolo XVI ed è arricchito con formelle a fiori stilizzati dipinti. La base della torre, possiede una volta ad ombrello su cui sono affrescati decori sette – ottocenteschi a grottesche e piccoli putti; nelle lunette piane, appena sotto la volta, sono affrescati vari stemmi nobiliari, alternati da vasi colmi di frutti e fiori. Grandi camini sono presenti in tutte le stanze, quello del salone è del secolo XVI, in arenaria, è arricchito da sculture in bassorilievo ed è sorretto da due pilastrini verticali decorati a testa di leone. Al centro del mensolone orizzontale spicca lo stemma identificato come quello appartenente alla famiglia Taverna. Entrando dall'ingresso carraio ad arco, opera muraria del secolo XIX, si accede al cortiletto principale. Spicca al centro della corte un pozzo, contornato da gradinate, di foggia classicheggiante in pietra calcarea decorato a bassorilievo. Di fronte al portale, è presente un elegante cancello in ferro battuto, immettente al campo retrostante e al parco, di particolare valore paesistico, in cui si conservano alcuni tigli secolari. 
Di fronte al Palazzo vi è un corpo di fabbrica cinquecentesco di pianta rettangolare, speculare come elementi architettonici. Al pian terreno dispone di un loggiato con archi a tutto sesto, analoghi a quelli del palazzo. Originariamente questo edificio era adibito a ricovero per carrozze, scuderia e officina del maniscalco, al primo piano era la legnaia e il fienile. Nell'Ottocento, la parte del fabbricato in fregio alla strada fu convertita in abitazione del custode e della servitù. La struttura sorge su resti di edifici trecenteschi e romanici, di cui si conservano alcune tracce murarie.

### Ex via del Castellone
Uscendo dal paese, percorrendo via Milano, a circa trenta metri a destra dopo la chiesa parrocchiale, vi è una stradicciola sui cui lati sono state edificate alcune abitazioni di età contemporanea, la via termina in un'antica corte agricola che conserva case d'abitazione d'impianto quattrocentesco. Originariamente la via continuava nel campo attualmente identificato come “Marcita del Castello” ed era l'ingresso principale alla roccaforte di Castel Lambro; da qui la denominazione di via del Castellone, rimasta in auge sino al 1968, e poi caduta in disuso.

### Azienda Agricola Rossi
Situata su via Milano, all'ingresso nord del centro abitato, l'azienda agricola risale al Cinquecento; la casa padronale con decori attorno alle finestre e affreschi interni, e il grande arco di ingresso risalgono invece al 1892. Nel Settecento la vasta azienda agricola era di proprietà Visconti, dalla seconda metà del secolo XIX era di proprietà della nobile famiglia Spizzi che vendettero tutte le strutture attorno alla metà degli anni '50 alla famiglia Rossi, ancor attuale proprietaria, famiglia che modernizzò l'azienda agricola già a partire dalla metà degli '70, dotandola di nuovi capannoni per il bestiame e rimesse per i mezzi agricoli. L'attività di allevamento bovino è cessata attorno alla fine degli anni '80. Allo stato attuale i tetti sono stati restaurati, ma le strutture in uso sono solo le rimesse agricole. Prevale la coltivazione a monocoltura.

## Architettura religiosa

### Chiesa parrocchiale di Santo Stefano Protomartire
La struttura con tetto a capanna, risale agli ultimi anni del secolo XIV. Fu costruita per volontà della nobile famiglia Sacchella, in particolare per decisione di Jacobina Sacchella che la volle consacrata a San Biagio Vescovo e Martire, a seguito di una grazia ricevuta dal Santo per la Figlia Giovanna. Originariamente, quindi, la chiesa era l'oratorio privato della famiglia, utilizzato all'interno anche come sepolcreto. Tuttavia la struttura svolgeva anche la funzione di chiesa sussidiaria dell'allora parrocchiale di Santo Stefano Protomartire, distante poco più di un chilometro dal borgo. L'antica chiesa di Santo Stefano, che sorgeva in direzione della cascina Morgnana già da prima del Mille, era officiata dal 1000 al 1430 dai padri cistercensi e dal 1430 sin verso la fine del Quattrocento dai Gerolomitani. La chiesa cominciò ad essere parrocchiale a partire dall'anno 1495, fu ridedicata a Santo Stefano Protomartire, dopo che la parrocchia originaria venne distrutta, assieme al convento, dall'allora possidente Giovanni Visconti, a seguito di una lunga contesa avuta con i frati e i vicini proprietari Beccaria. La parrocchiale apparteneva all'arcidiocesi di Milano, dal 1515 passò sotto la diocesi di Lodi e vi rimase sino all'anno 1978, quando passò sotto la diocesi di Pavia. 
La struttura della chiesa, pur mantenendo l'originalità della navata e del presbiterio, è stata stratificata nei secoli dall'aggiunta di altri corpi di fabbrica che gli hanno conferito una pianta a croce latina. Nel 1500, il parroco don Antonio Ottavio Abbiati, aggiunse la sacrestia, verso la metà del Cinquecento venne edificata una cappella, alla destra della facciata della chiesa e a ridosso della sacrestia. Tale cappella con altare, conteneva una sepoltura sotto il pavimento, contenente lo scheletro di un adulto e un bambino, e ivi, all'interno su vari mensoloni erano accatastati diversi crani e ossa lunghe. La struttura fu purtroppo demolita nel 1972. Dopo pochi anni addossata alla sacrestia venne edificata, l'ancora esistente la piccola grotta della Madonna di Lourdes. Nel 1630, il parroco don Giovanni Bossolo fece sopraelevare il campanile medievale, portandolo all'attuale altezza di metri 19,80. Don Martino Bossi nel 1638 fece erigere la cappella di destra, dedicata alla Beata Vergine del Rosario con le elargizioni della Confraternita del SS. Rosario. La cappella di sinistra, invece, dedicata a Santo Stefano, fu edificata nel 1865 sotto la reggenza dell'arciprete di Lodi Annibale Cairo, a spese della nobile famiglia Spizzi che la utilizzava per assistere alle funzioni, entrando da un'apposita porta ora murata. Per quanto concerne l'altare maggiore, in marmo, fu edificato nel 1773, sostituendo il precedente in pietra, durante la reggenza di don Giuseppe Oppizzi. Al secolo XIX risalgono invece gli altari in marmo della cappella della Beata Vergine del Rosario, del 1849, compresa la statua e l'altare di Santo Stefano Protomartire, assieme al pulpito, opere del 1872. Alla destra e alla sinistra dell'ingresso, invece, le due absidiole sono opere di cui si suppone una data tra Sette e Ottocento, l'absidiola di destra, la più antica, contiene il fonte battesimale, il grande coperchio ottagonale ligneo, è opera del secolo XV, proveniente dall'antica chiesa di Santo Stefano. L'absidiola di sinistra è più recente e contiene la pregevole statua lignea della Madonna dei Sette dolori con la Deposizione di Cristo. Il protiro d'ingresso della chiesa, in arenaria e gradini in granito è un'opera eseguita negli ultimi anni dell'Ottocento.
La chiesa parrocchiale è stata oggetto di interventi di consolidamento e restauro nel 2008.

#### Gli affreschi esterni
Per quanto concerne gli affreschi, all'esterno in facciata si evidenziano pochi miseri lacerti di colore, pertinente a una vasta scena tinta a secco e a tempera che raffigurava il martirio di Santo Stefano, eseguito nel 1600. Sulle due pareti laterali, sopra le due absidiole, si possono ancora vedere due tracce di affreschi quattrocenteschi: a sinistra, la Madonna delle Grazie, a destra la Madonna in trono e ai lati due Santi, a destra probabilmente Sant'Ambrogio.

#### Gli affreschi interni
All'interno la chiesa conserva numerosissimi preziosi affreschi Tardo medievali e rinascimentali attribuiti in parte alla scuola del Bergognone e al pittore Leonardo Vidolenghi da Marzano (1446-1502) che, operò anche a Pavia, realizzando alcuni affreschi alla chiesa del Carmine tra le quali la vergine con il bambino tra San Lucio e Santa Lucia, firmato e datato 1463. Il Vidolenghi lavorò parecchio in Liguria e per facilità di presentazione usò lo anche lo pseudonimo di Leonardo da Pavia; così si firmò nel 1466 nel dipinto Madonna con Bambino e Santi (Palazzo Bianco, Genova). Nel 1490 insieme ad altri artisti partecipò alla decorazione della sala da ballo del Castello Sforzesco di Milano in occasione delle nozze di Ludovico Sforza, Duca di Milano, e Beatrice d'Este (1491). Allo stato attuale delle conoscenze, diversi affreschi rimangono tuttavia ancora senza attribuzione, i recenti restauri del 2008 hanno portato alla luce, inoltre, altri residui di affreschi Tardo medievali. Le opere artistiche in questione si possono suddividere in quattro cicli pittorici.

#### Primo ciclo: primi anni del Quattrocento
Sulla parete destra si possono vedere i Santi Cosma e Damiano, Sant'Elena Imperatrice, Santa Caterina d'Alessandria e probabilmente San Domenico di Guzmán. Questi affreschi risalgono al 1407, le opere suddette vennero recuperate nei restauri ottocenteschi; presentano lacune e tracce di scalpellature risalenti con molta probabilità agli anni della peste del 1560, quando si pensò per motivi di disinfezione e igiene, rintonacare a calce gran parte della chiesa. Posti sulla parete destra del presbiterio, lato dell'Epistola e sempre appartenenti al primo ciclo sono i santi Giustino e Cipriano Martiri databili ai primi anni del Quattrocento. Anche in questo caso gli affreschi sono picchettati per far aderire il nuovo intonaco.

#### Secondo ciclo: prima metà del Quattrocento
Sulla parete di fondo del coro è affrescata la Crocefissione, è attribuita all'artista Leonardo Vidolenghi. Al centro il Cristo Crocefisso, e procedendo dalla sinistra della croce, verso destra si trovano Santo Stefano Protomartire, la Madonna Addolorata, ai piedi della croce la Maddalena; subito a destra della croce San Giovanni Apostolo e San Bassiano, il volto di San Bassiano secondo alcuni studi è stato rifatto nel restauro del 1897 ad opera di Romeo Borgognoni restauratore pavese. Sulla volta del presbiterio, attribuiti alla scuola di Leonardo Vidolenghi si trovano affrescati: San Gregorio Papa, Sant'Agostino, San Girolamo, Sant'Ambrogio, il Padre Eterno con la Colomba dello Spirito Santo e i simboli dei quattro Evangelisti.

#### Terzo ciclo: seconda metà del secolo XV
Sempre sulla volta del presbiterio sono raffigurati gli Angeli con gli emblemi della Passione, per cui si ipotizza la scuola del Bergognone.
Nell'arco del presbiterio gli Apostoli con gli articoli del Credo, della scuola del Bergognone.

#### Quarto ciclo: seconda metà del secolo XV e prima metà del secolo XVI
Sulla parete destra del presbiterio, lato dell'epistola si può vedere San Giorgio a cavallo che uccide il drago e salva l'imperatrice Alessandra, della seconda metà del Quattrocento. Sulla parete sinistra del presbiterio si trova la figura di San Sebastiano in piedi trafitto da frecce, dei primi anni del secolo XVI reca numerose tracce di successive ridipinture. Sulla facciata del presbiterio si trova un'interessante stratificazione di affreschi, incorniciati in uno scenario architettonico di impalcati lignei affrescati a finte aperture a sesto acuto, e tettoie a capanna, ridipinte in due fasi. Alcuni affreschi sono stati riportati alla luce nei restauri del 2008. Sopra l'arco del presbiterio è presente la Resurrezione di Cristo: affresco della fine del Quattrocento. Sul lato destro dell'arco della facciata del presbiterio si notano residui d'affresco di due santi non identificati, tagliati anche da una nicchia di età successiva, sempre sulla destra e in sottosquadro di intonaco è stato riportato a vista il residuo di affresco raffigurante Ponzio Pilato nell'atto di lavarsi le mani probabilmente degli ultimi anni del Quattrocento. Alla sinistra dell'arco, in alto, un lacerto di affresco tardo quattrocentesco raffigura Gesù che porta la Croce, sopra quest'ultimo un'altra figura di Santo di età cinquecentesca. In basso a sinistra, sempre in facciata del presbiterio si trova l'Annunciazione, affresco votivo appartenente alla prima metà del secolo XVI su tracce di preesistenze. In vari punti sono anche presenti specchiature con croci azzurre databili alla metà del Cinquecento. Sempre appartenenti al quarto ciclo sono alcuni affreschi posti sulla parete di controfacciata. A destra del portale d'ingresso si può ammirare San Francesco d'Assisi che riceve le stigmate, del secolo XVI. Alla sinistra del portale, invece, Sant'Antonio Abate che fa visita a San Paolo Eremita, sempre del secolo XVI. Tutti questi affreschi allo stato attuale non hanno ancora un'attribuzione artistica.

#### Quinto ciclo: fine del Cinquecento o primi anni del Seicento, circa
Sulla parete di controfacciata, alla sinistra del portale, sopra l'affresco Sant'Antonio Abate che fa visita a San Paolo Eremita, è presente l'affresco di Santa Teresa, probabilmente eseguito nei primi anni del Seicento, alla destra del portale, sopra l'affresco di San Francesco, si trova Sant'Isidoro, probabilmente della fine del secolo XVI. Questi affreschi la cui attribuzione artistica resta allo stato attuale ignota, sono inseriti su precedenti specchiature architettoniche di colore blu e rosso scuro, con finte colonne classicheggianti, sovrastate da una fascia decorativa comprendente l'oculo sopra il portale, tali specchiature sono probabilmente di fine Quattrocento.

#### Sesto ciclo: seconda metà del secolo XIX
A quest'ultima fase di affreschi sono pertinenti i decori e i cartigli che sovrastano le finestre e il portale d'ingresso; comprese le fasce a grottesche attorno alle pareti, con inseriti in medaglioni i volti dei profeti. A questa fase di interventi è pertinente anche il sopralzo del tetto della chiesa.

### Il cimitero neogotico
Posto sulla curva stradale di via Milano, in direzione di Vigonzone e Torrevecchia Pia, a un carrobbio di strade campestri di origine medievale, sorge il piccolo cimitero neogotico, edificato nel secolo XIX. La pianta è  rettangolare, in facciata, al centro, è posto il cancello in ferro battuto sostenuto da due pilatri granitici a forma di obelisco. Sul muro di facciata sono murate vecchie lapidi marmoree pertinenti alle nobili famiglie locali dei Cattaneo e Rovida. A sinistra, entrando, è collocato il piccolo edificio della camera mortuaria contenente ancora il tavolo con colatoi per le autopsie. Di particolare interesse, in fondo al cimitero, al centro, è collocata la cappella della nobile famiglia Spizzi, edificata negli anni '60 dell'Ottocento. La cappella, sempre in stile neogotico italiano di ispirazione francese, consta di un piano interrato ove sono poste le salme dei famigliari, entro loculi. Dal pian terreno dipartono due rampe di scale in granito che si congiungono in un sovrastante ballatoio con corrimano in ferro battuto, al centro del primo piano: la cappella per le funzioni con altare marmoreo, avente tre porte, con ante di marmo bianco finemente cesellate con crocette e inserti di vetro colorato. Il tetto in pietra possiede quattro guglie angolari, al centro del tetto spicca un angelo in pietra calcarea.